# IEC 60038
Die internationale Norm IEC 60038 definiert eine Menge von Nennspannungen zur Verwendung in der elektrischen Energieversorgung, bei elektrischen Bahnen (AC/DC) sowie elektrischen Geräten (AC/DC), die unter anderem mit Kleinspannung versorgt werden. Die Norm ist in Deutschland als DIN-Norm DIN EN 60038 CENELEC-Normspannungen (IEC 60038:2009, modifiziert) veröffentlicht.

## Niederspannung
Wo im Folgenden durch „/“ getrennt zwei Spannungen angegeben sind, ist die erste die zwischen einem Außenleiter und dem Neutralleiter, die zweite hingegen die zwischen zwei Außenleitern. Es ist jeweils der Effektivwert angegeben. Bei Dreiphasenwechselstromnetzen kann ein Neutralleiter mitgeführt sein oder auch nicht. Der Zusammenhang zwischen den beiden Spannungsangaben ist durch den Verkettungsfaktor bestimmt.

### Dreiphasenwechselstrom, 50 Hz
- 230 V / 400 V
- 400 V / 690 V
- 1000 V

Versorger, die mit 220 V / 380 V oder 240 V / 415 V arbeiteten, sollten dem Standard zufolge bis zum Jahre 2003 auf die empfohlenen 230 V / 400 V umgestiegen sein. Dieser Umstieg wurde in der Europäischen Union vollzogen.

### Dreiphasenwechselstrom, 60 Hz
- 120 V / 208 V
- 240 V
- 277 V / 480 V
- 480 V
- 347 V / 600 V
- 600 V

### Einphasen-Dreileiternetz, 60 Hz
Im Einphasen-Dreileiternetz sind folgende Spannungen festgelegt:
- 120 V / 240 V

## Mittelspannung
Die Nennspannungen im Bereich der Mittelspannung werden in Tabelle 3 „Dreiphasige Wechselstromsysteme mit einer Nennspannung über 1 kV und höchstens 35 kV und zugehörige Ausrüstung“ gelistet. Es gibt zwei Zahlenreihen, zum einen 10 kV, 20 kV, 30 kV sowie 35 kV und zum anderen 11 kV, 22 kV, 33 kV. Weiterhin werden für alte Bestandsanlagen, d. h. die Werte werden nicht mehr für neu zu errichtende MS-Netze empfohlen, auch 3 kV und 6 kV bzw. 3,3 kV und 6,6 kV genannt.
Des Weiteren werden für Bahnsysteme (Tabelle 2 „Gleich- und Wechselstrom-Traktionssysteme“) Nennspannungen von 25 kV (50 Hz) und 15 kV (16,7 Hz) bei AC-Systemen aufgezählt und bei DC-Bahnstrom 3000 V, 1500 V und 750 V genannt. Hierbei ist zu erläutern, dass Gleichstrom bis 1500 V noch der Niederspannung zuzuordnen ist.

## Hoch- und Höchstspannung
Die Tabelle 4 „Dreiphasen-Wechselstromsysteme mit einer Nennspannung größer als 35 kV und höchstens 230 kV und zugehörige Ausrüstung“ zeigt auch zwei Zahlenreihen auf. Zum einen sind es die Nennspannungen 66 kV, 90 kV, 110 kV, 132 kV, 220 kV (Leiter-Leiter-Spannung) und zum anderen die davon abgeleitete Serie mit leicht höheren Werten 69 kV, 115 kV, 138 kV, 230 kV. Als nicht-empfohlene Werte für Neuinstallationen, aber ggf. noch für den Altbestand, sind auch noch 150 kV bzw. 154 kV Nennspannung gelistet.
Anschließend werden in Tabelle 5 auch die Normspannungen für Dreiphasen-Wechselstromsysteme mit einer höchsten zulässigen Betriebsspannung größer 245 kV aufgelistet. Hier werden nicht die Nennwerte genannt, sondern die maximale Spannung, denen das Betriebsmittel ausgesetzt werden darf: 362 kV, 420 kV, 550 kV, 800 kV, 1100 kV, 1200 kV.

## Kleingeräte
Zur elektrischen Energieversorgung unterhalb der üblichen Netzspannungen (Wechselspannung unter 120 V) und für DC-Systeme (Gleichspannung unter 750 V) werden die folgenden bevorzugten Nennwerte in Tabelle 6 angegeben.
1. Gleichspannung: 6 V, 12 V, 24 V, 36 V, 48 V, 60 V, 72 V, 96 V, 110 V, 220 V, 440 V
2. Wechselspannung: 6 V, 12 V, 24 V, 48 V, 110 V